# Clave-laúd
El clave-laúd o laúd-clave (en alemán, Lautenwerck) es un instrumento de teclado de origen europeo del período barroco. Era muy parecido al clavecín, pero en lugar de tener cuerdas de metal, poseía cuerdas de tripa, y producía así un sonido similar al del laúd. Cuando se pulsa una tecla, una púa o plectro, que se encuentra en una estructura de madera llamada martinete, punza la cuerda y genera así una nota. Se dice que el laúd-clave podía engañar a los intérpretes profesionales de laúd de la época, aunque sólo en pequeños pasajes, ya que la diferencia entre la técnica del teclado y la del laúd se aprecia de forma sencilla, sea por la dinámica de la ejecución o por la mayor cantidad de voces que se pueden conducir el primero.
El laúd-clave fue un instrumento apreciado por  J.S Bach, y uno de sus favoritos; como se sabe, el órgano era su instrumento preferido. El organero Zacharias Hildebrandt (1688 - 1757) construyó algunos clavelaúdes con las especificaciones de Bach, que al final de su vida fue poseedor de dos ejemplares que no se han conservado.

### Más audiciones
- Suite para laúd en mi menor, BWV 996:
  - BWV 996: Preludio - Presto.
  - BWV 996: Alemanda.
  - BWV 996: Corriente.
  - BWV 996: Zarabanda.
  - BWV 996: Bourrée.
  - BWV 996: Giga.

- Suite para laúd en do menor, BWV 997:
  - BWV 997:  Preludio.
  - BWV 997: Fuga.
  - BWV 997: Zarabanda.
  - BWV 997: Giga.

- Preludio, fuga y allegro para laúd o tecla en mi bemol mayor, BWV 998:
  - BWV 998: Preludio.
  - BWV 998: Fuga.
  - BWV 998: Allegro.

- Composiciones S996, S997 y S998 por J. S. Bach.

- Datos: Q1808586
- Multimedia: Lautenwerck / Q1808586